# Bonnie Baker
Bonnie Baker (1 de abril de 1917 – 11 de agosto de 1990) fue una cantante de jazz y música popular de nacionalidad estadounidense, a menudo conocida por el nombre de Wee Bonnie Baker. Su mayor éxito fue Oh Johnny, Oh!, canción grabada con la Orquesta de Orrin Tucker el 20 de agosto de 1939 en Los Ángeles. El tema permaneció 14 semanas en las listas  de Billboard y vendió un millón y medio de discos en 1940.

## Biografía
Nacida en Orange (Texas), su verdadero nombre era Evelyn Nelson, aunque en la época de su muerte su familia la llamaba Evelyn Underhill. En 1936 empezó a cantar en la banda de Orrin Tucker, tras sugerir Louis Armstrong a Tucker que la contratara. Tucker dio a la cantante el apodo artístico de "Wee" Bonnie Baker con motivo de su pequeña estatura, cambiándose ella en Chicago, Illinois, el 9 de octubre de 1943, de modo legal su nombre por el de Bonnie Baker.
Su voz de niña fue utilizada en una versión de la canción de 1917 "Oh Johnny, Oh!", escrita por Abe Olman y Ed Rose. Editada por Columbia Records, se hizo famosa en 1940, alcanzando el número 2 de las listas pop, y vendiendo más de un millón de copias. Baker también consiguió el éxito con las canciones "You'd Be Surprised", "Billy", "Would Ja Mind", y "Especially For You".
Tras dejar la orquesta de Tucker en 1942, continuó su carrera en solitario, cantando para la United Service Organizations durante la Segunda Guerra Mundial, y actuando de manera regular en el show radiofónico Your Hit Parade. También cantó con otras bandas, y en 1948 grabó la novelty song "That's All Folks!", en un dueto con Mel Blanc, que interpretaba al personaje Porky Pig. Baker también dio voz al personaje de dibujos animados Chilly Willy en la década de 1950. También lanzó un álbum, Oh Johnny!, con una orquesta dirigida por Wilbur Hatch, el cual fue editado por Warner Bros. Records en 1956. Tras mudarse a Florida en 1958, ella siguió cantando en clubs hasta sufrir un ataque cardiaco en 1965.

## Vida personal
Hacia 1935 Maker se casó con Claude R. Lakey (1910–1990), entonces saxofonista colaborador con Harry James. El 9 de diciembre de 1943 volvió a casarse, esta vez con John H. Morse, un oficial de la Armada. El 16 de marzo de 1948 se casó con Frank Taylor, un agente teatral, del cual se divorció el 8 de octubre de 1949. El 2 de enero de 1975 se casó con Bill Gailey, un guitarrista de jazz que tenía el nombre artístico de "Billy Rogers" y con el cual había actuado hasta 1965, año en el que ella sufrió el ataque cardiaco. 
Bonnie Baker falleció en Fort Lauderdale, Florida, en 1990. Tenía 73 años de edad.

## Selección de su discografía
- Orrin Tucker y su Orquesta, Columbia Records 35228 (1939) OCLC 62469659

Oh, Johnny, Oh!, música de Abe Olman